# Drengen
|  | Denne artikel er oprettet af botten Steenthbot ud fra en ekstern database. Den kan derfor have sproglige fejl eller mangler. Denne skabelon kan fjernes efter kontrol af indholdet. |

Drengen er en dansk dokumentarfilm fra 1989 instrueret af Erik Gottlieb efter eget manuskript.

## Handling
Filmens hovedperson, Mads, er en 12-årig velbegavet dreng. Han er enebarn og opvokset i en økonomisk velfunderet og såkaldt 'pænt hjem'. Vi følger forholdet til forældrene og i skolen. For at gøre forældre og kammerater opmærksom på sin situation planlæg